# رحمت‌الله نبیل
رحمت‌الله نبیل (متولد ۱۳۴۸ در جغتو - میدان وردک) سیاستمدار اهل افغانستان و از قوم پشتون است. او سابقه فعالیت در سمت ریاست امنیت ملی، معاون مشاور شورای امنیت ملی و رئیس نیروهای ویژه محافظت از رئیس‌جمهور افغانستان را در کارنامه دارد. نبیل یکی از نامزدهای انتخابات ریاست‌جمهوری ۱۳۹۸ می‌باشد.

## زندگی‌نامه
رحمت‌الله نبیل متولد ۱۳۴۸ از ولسوالی/شهرستان جغتو ولایت/اُستان میدان وردک است. وی تحصیلات دوران مدرسه خود را در کابل به پایان رساند و توانست مدرک لیسانس/کارشناسی خود در رشته مهندسی ساختمان را در پاکستان کسب کند. نبیل پیش از سال ۱۳۸۱ برای کمیساریای عالی سازمان ملل متحد برای پناهندگان کار کرده و در سال ۱۳۸۳ به عنوان معاون روابط داخلی شورای امنیت ملی افغانستان در دولت افغانستان آغاز به فعالیت کرده‌است. وی پسانترها ریاست حفاظت از رئیس‌جمهور (PPS) را تأسیس کرد. نبیل در سال ۱۳۸۹ توانست رأی اعتماد مجلس نمایندگان افغانستان را برای سمت ریاست امنیت ملی کسب کند و به مدت ۲ سال در این پست فعالیت کرد. وی پس از آن دوباره به عنوان مشاور شورای امنیت ملی تعیین گردید. در سرطان/تیر ۱۳۹۳ به عنوان سرپرست ریاست امنیت ملی فعالیت کرد و پس از اختلافات با محمد اشرف غنی از سمت خود استعفا داد. نبیل سه پسر و سه دختر دارد و به زبان‌های فارسی، پشتو و انگلیسی می‌تواند صحبت کند. به وی تاکنون دو مدال عالی غازی محمد ایوب خان و مدال عالی دولتی غازی وزیر محمد اکبر خان داده شده‌است.

## انتخابات ریاست جمهوری ۱۳۹۸
رحمت‌الله نبیل خود را برای انتخابات ریاست‌جمهوری ۱۳۹۸ کاندید کرد. معاونین او مراد علی مراد و مسعوده جلال است. او وعده تشکیل کمیسیون مستقل اصلاحات قانون اساسی برای اصلاح قانون اساسی از مجرای همین قانون، کاهش صلاحیت‌های رئیس‌جمهور و مبارزه با فساد، تأمین امنیت و برقراری صلح را داده‌است.

## زندگی شخصی
آقای نبیل به زبان‌های فارسی، پشتو و انگلیسی تسلط دارد. در کودکی پدرش را از دست داده، و ۶ فرزند دارد. او به غذاهای وطنی علاقه دارد. به قول خودش بهترین چاینکی را می‌پزد.

## فعالیت‌های مهم
مهم‌ترین فعالیت رحمت‌الله نبیل برای ریاست امنیت ملی افغانستان، تبدیل نمودن لطیف محسود به خبرچین امنیت ملی در پاکستان بود. لطیف محسود فرد شماره دو رهبری نظامی طالبان پاکستان بود و با اطلاعاتی که به نبیل می‌فرستاد، ریاست امنیت ملی را قادر می‌ساخت رهبران بزرگ طالبان را در پاکستان ترور کند. طالبانی که بدون رهبر باقی می‌ماندند و به افغانستان عودت می‌کردند، توسط ریاست امنیت ملی دوباره حمایه می‌شد و برای عملیات‌های تخریبی به پاکستان فرستاده می‌شدند. این سیاست رحمت‌الله نبیل افغانستان را در از هر بعد، بالاتر از پاکستان نگه می‌داشت. در واکنش به این اقدام پاکستانی‌ها حملات راکتی بالای ولایت کنر را شروع کردند و تا زمانی که پوشش لطیف محسود لو رفت این حملات ادامه داشت. وقتی آمریکایی‌ها اطلاع یافتند که لطیف محسود در کاروان امنیت ملی به‌سر می‌برد، گروهی را فرستادند تا او را بربایند و هرچند موفق نشدند اما از طریق فشارهای سیاسی توانستند محسود را به‌چنگ آورده و به استخبارات پاکستان تسلیم کنند. در کل رحمت‌الله نبیل را بهترین رئیس امنیت ملی در منطقه جنوب آسیا می‌شناسند.